# Лангау (Австрия)
Лангау (нем. Langau) — ярмарочная коммуна (нем. Marktgemeinde) в Австрии, в федеральной земле Нижняя Австрия. 
Входит в состав округа Хорн.  Население составляет 725 человек (на 31 декабря 2005 года). Занимает площадь 22,21 км². Официальный код  —  31113.

## Политическая ситуация
Бургомистр коммуны — Инг. Франц Линсбауэр (АНП) по результатам выборов 2005 года.
Совет представителей коммуны (нем. Gemeinderat) состоит из 15 мест.
- АНП занимает 8 мест.
- Партия UPW занимает 4 места.
- СДПА занимает 3 места.